# Стівенсон (Вашингтон)
Стівенсон (англ. Stevenson) — місто (англ. city) в США, в окрузі Скамейнія штату Вашингтон. Населення — 1491 особа (2020).

## Географія
Стівенсон розташований за координатами 45°41′41″ пн. ш. 121°53′47″ зх. д. / 45.69472° пн. ш. 121.89639° зх. д. (45.694743, -121.896374).  За даними Бюро перепису населення США в 2010 році місто мало площу 4,62 км², з яких 4,26 км² — суходіл та 0,36 км² — водойми.

## Демографія
Згідно з переписом 2010 року, у місті мешкало 1465 осіб у 640 домогосподарствах у складі 390 родин. Густота населення становила 317 осіб/км².  Було 703 помешкання (152/км²).
Расовий склад населення:
| - 93,9 % — білих - 1,8 % — корінних американців - 0,6 % — чорних або афроамериканців - 0,5 % — азіатів - 0,1 % — вихідців з тихоокеанських островів |

До двох чи більше рас належало 2,6 %. Частка іспаномовних становила 5,8 % від усіх жителів.
За віковим діапазоном населення розподілялося таким чином: 23,0 % — особи молодші 18 років, 61,7 % — особи у віці 18—64 років, 15,3 % — особи у віці 65 років та старші. Медіана віку мешканця становила 42,1 року. На 100 осіб жіночої статі у місті припадало 89,0 чоловіків;  на 100 жінок у віці від 18 років та старших — 84,9 чоловіків також старших 18 років.
Середній дохід на одне домашнє господарство  становив 52 721 долар США (медіана — 41 125), а середній дохід на одну сім'ю — 73 543 долари (медіана — 66 042). За межею бідності перебувало 26,1 % осіб, у тому числі 38,2 % дітей у віці до 18 років та 12,1 % осіб у віці 65 років та старших.
Цивільне працевлаштоване населення становило 541 осіб. Основні галузі зайнятості: освіта, охорона здоров'я та соціальна допомога — 26,2 %, мистецтво, розваги та відпочинок — 16,5 %, транспорт — 9,8 %, виробництво — 9,8 %.